# 中国共产党湖南省委员会军民融合发展委员会办公室
中共湖南省委军民融合发展委员会办公室是中国共产党湖南省委员会主管国防科技工业的办事机构。

## 主要职能
1. 组织全省军工企事业单位贯彻执行党中央、国务院、中央军委有关国防科技工业的方针、政策和国家法律、法规，督促、检查贯彻执行情况，并结合全省实际，研究制订具体政策和实施办法。
2. 组织拟定全省军工发展战略和行业规划；编制全省军工固定资产投资、军转民和各专项的规划、计划并组织实施；负责全省军工企事业单位军转民与地方经济结合工作，并纳入地方经济发展规划，推进结构调整。
3. 督促、检查全省军工企事业单位军品科研、生产、军贸、基本建设、技术改造及协作配套等各项任务的完成，组织实施民用部门承担的军品团套和整机科研工作；负责全省军工企事业单位与军方签订的军品科研、生产合同的审核、报批并监管合同执行；负责全省地方军工企事业单位的军品科研生产资格的审查和申报工作；负责全省地方军工企业有关军品的各项计划、项目的汇总、报批等工作。
4. 负责全省三线企事业单位调整、改造、搬迁的区域规划、计划和组织实施以及战时军工生产动员线的有关工作。
5. 组织管理全省国防科技工业质量。安全、计量、标准、保密、情报、统计、档案、重大科研及其推广。
6. 管理国家安排我省的国防科技工业建设资金、技术基础科研费、民口军品配套及整机研制费和国家有关专款。
7. 拟定地方性有关发展国防科技工业的配套政策、法规，建立区域性的保军环境；指导全省军工企事业单位的改革、改组、改造和加强管理工作；协助做好全省军工企事业单位下岗职工和离退休人员基本生活保障工作，维护军工单位稳定。
8. 负责协调全省军工企事业单位之间，以及同地方政府部门的关系；协助省内军工单位解决能源供应、交通运输、基本建设的土地征购、环境保护等有关问题。
9. 负责全省民用爆破器材生产流通的行政管理工作；指导军工电子的行业管理；负责全省军工的对外交流与国际合作和军品外贸等有关工作。
10. 负责考察和配备直属军工企事业单位的领导班子和领导干部；协助军工企业集团抓好军工企事业单位领导班子建设；指导全省军工企事业单位纪检、监察、信访等工作。
11. 承办省委、省人民政府交办的其他事项。[1]

## 机构设置

### 内设机构
- 秘书处
- 规划建设处
- 科技质量处
- 经济运行处
- 民用爆破器材管理处（省民用爆破器材行业管理办公室）
- 人事劳动教育处
- 机关党委
- 纪检（监察）机构
- 离退办
- 后勤服务中心

### 直属机构
- 张家界航空工业职业技术学院
- 湖南兵器工业高级技工学校
- 湖南省国防科工办技术开发中心
- 湖南省华湘工业公司
- 湖南省国防科技工业供销公司[2]